# Reisserita relicinella
Reisserita relicinella is een vlinder uit de familie echte motten (Tineidae). De wetenschappelijke naam is voor het eerst geldig gepubliceerd in 1853 door Herrich-Schäffer.
De soort komt voor in Europa.